# Wolfango EP
Wolfango EP è il secondo EP del gruppo musicale italiano Wolfango, pubblicato nel 2009.

## Descrizione
Il disco è il secondo della trilogia di EP registrati in casa su registratore a cassette a quattro piste e poi riversate su CD. È stato ufficialmente presentato al Ligera di Milano il 16 ottobre 2009.
Dal disco viene girato il videoclip de La nuova scena indipendente mi deprime registrato con telecamera super 8. La scenografia del video è opera di Marco Menardi, che compare sulla destra nelle vesti di orsetto musicista. Al suo fianco Sofia Maglione trasformata da Marco in fatina turchina.

## Tracce
1. Radio Garibaldi
2. Il mondo è piccolo
3. Bla bla bla
4. Medio e Vale
5. L'efelante
6. La nuova scena indipendente mi deprime

## Formazione
- Marco Menardi – voce, chitarra, basso, grancassa, kazoo, armonica, piano, archetto
- Sofia Maglione – voce, cori

## Videoclip
- La nuova scena indipendente mi deprime (2010)